# Захоронение королей Буганды в Касуби
Захоронение королей Буганды в Касуби (также известно как захоронение Ссекабаки) расположено на холме Касуби в округе Кампала и занимает площадь около 30 га, с 2001 года входит в список Всемирного наследия ЮНЕСКО. Значительная часть его территории используется для традиционного сельского хозяйства.

## Описание
На вершине холма располагается бывший дворец правителей («кабака») Буганды, который был построен в 1882 году и превращен в королевскую усыпальницу в 1884 году. Главное здание Музибу-Азала-Мпанга, в котором размещены четыре гробницы, имеет круглую форму и завершается куполом. Этот архитектурный памятник выполнен из природных материалов, в основном — древесины, соломы, тростника, прутьев и глиняной обмазки.
В гробницах захоронены короли (кабаки) Буганды:
- Мутеса I (1835—1884)
- Мванга II (1867—1903)
- Дауди Чва II (1896—1939)
- Сэр Эдвард Мутеса II (1924—1969).

Главное значение объекта связано с нематериальными ценностями, такими как вера, духовность, преемственность развития и национальная самобытность.

## Пожар

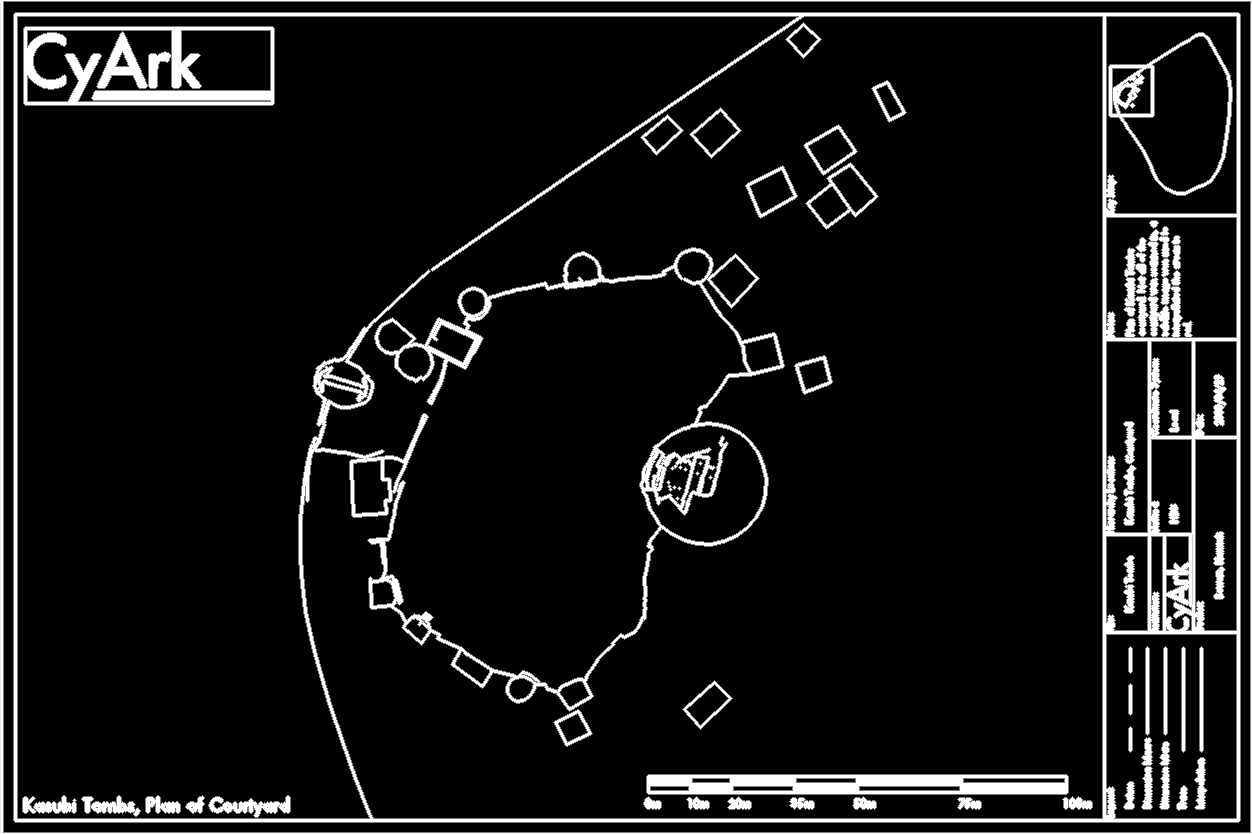
План главного холма по данным лазерного сканирования начала 2009 года.

16 марта 2010 года около 8:30 по местному времени на территории захоронения начался пожар, практически полностью разрушивший этот объект Всемирного наследия. Причины пожара неизвестны. Останки королей остались нетронутыми огнём, так как внутренняя часть могил была защищена от разрушения. Пожар произошёл при ухудшенных отношениях между правительствами Уганды и Буганды, в частности из-за событий в сентябре 2009 года. Тогда из-за мятежей в стране короля Буганды вынудили прекратить поездки по стране, а некоторые из симпатизировавших ему журналистов были арестованы.
17 марта кабака Буганды Рональд Мувенда Мутеби II и президент Уганды Йовери Мусевени посетили место захоронений. Сотни людей также прибыли на место пожара, чтобы помочь спасти оставшееся от пожара.
Во время президентского визита, начались протесты. Служба безопасности застрелила двоих протестующих, ещё пятеро были ранены. Угандийские солдаты и полиция применили слезоточивый газ для разгона толпы, состоящей из этнической группы баганда.
Премьер-министр королевства Буганда Джон Боско Валусумби 17 марта заявил: «Королевство скорбит. Нет слов, чтобы описать потерю, вызванную этим бессердечным поступком».
В мае 2014 с японской помощью началась отстройка комплекса.

## Галерея

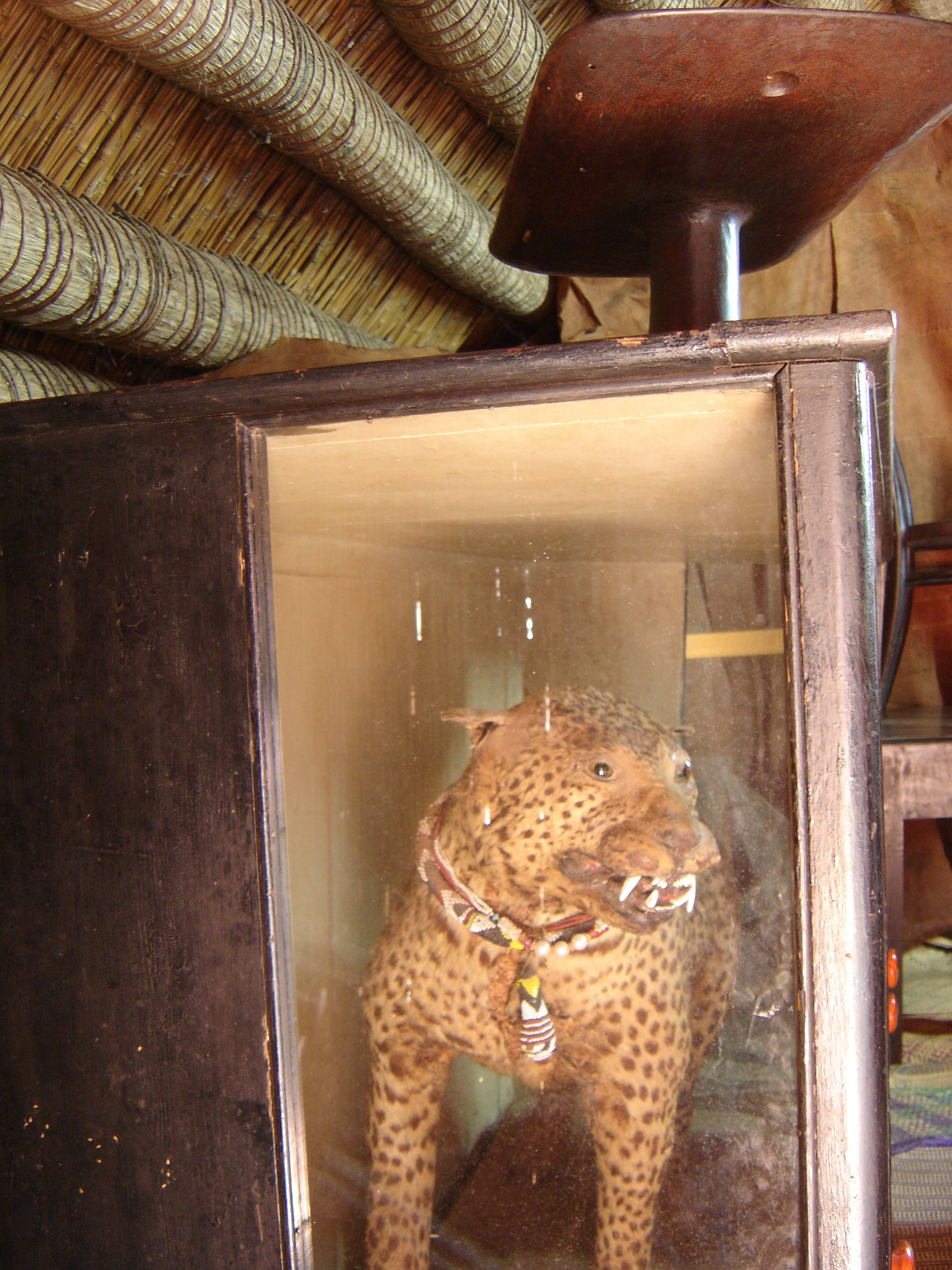
Чучело леопарда, принадлежавшего одному из королей
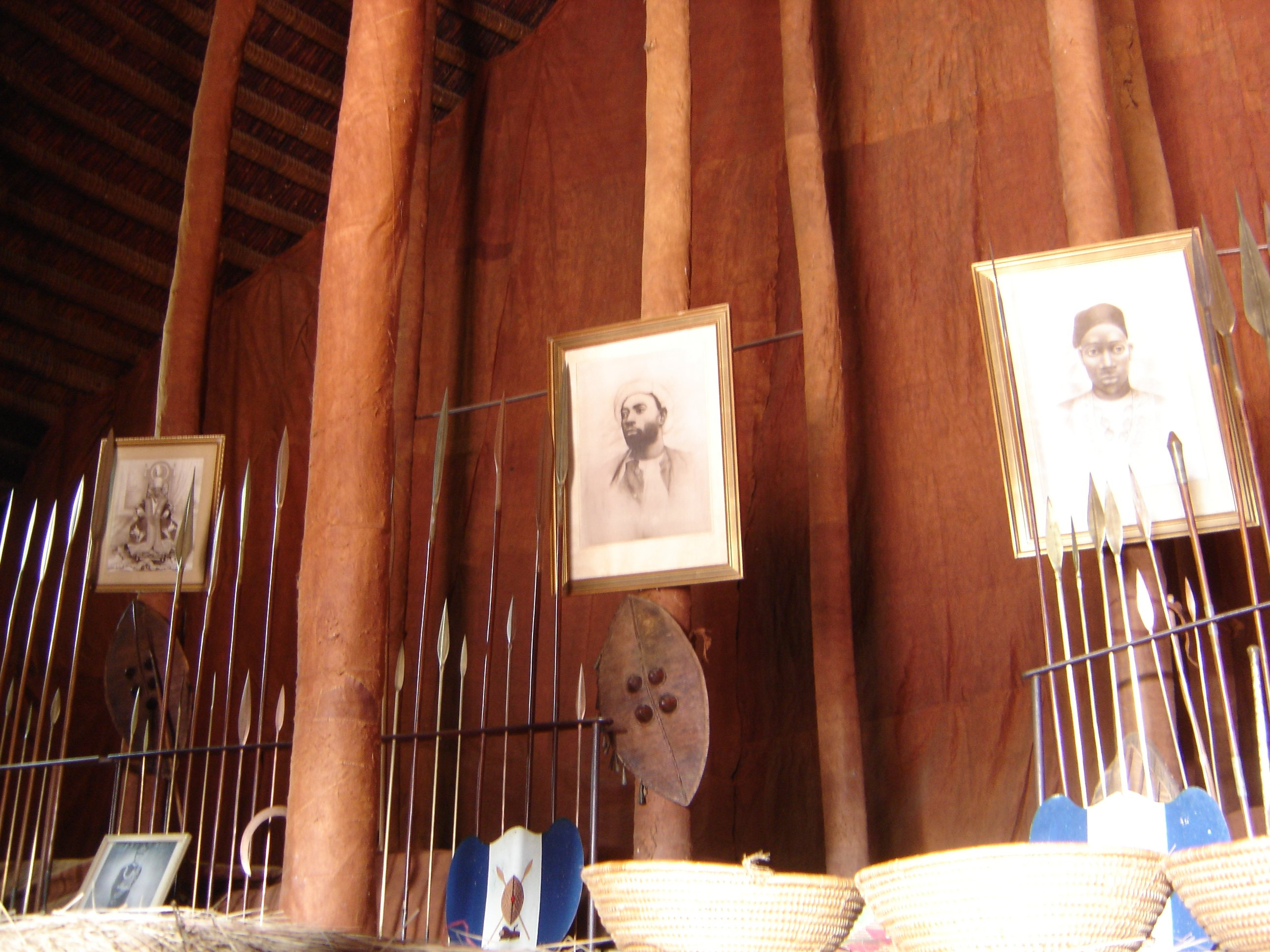
Место захоронений